# David Chase

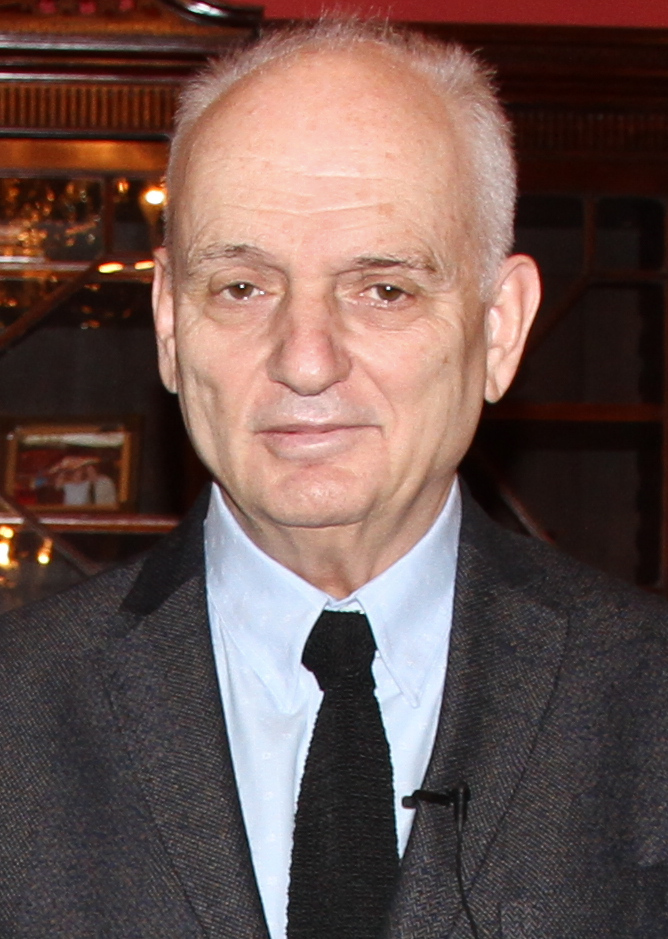
David Chase (2015)

David Chase (* 22. August 1945 in Mount Vernon, New York als David DeCesare) ist ein US-amerikanischer Drehbuchautor, Regisseur und Produzent. Bekannt wurde er insbesondere als Showrunner der HBO-Fernsehserie Die Sopranos (1999–2007), für die er unter anderem mit mehreren Emmy Awards ausgezeichnet wurde.

## Leben
Der Italo-Amerikaner David Chase wuchs als einziges Kind seiner Eltern in Clifton, New Jersey, auf. In seiner Jugend hatte er oft Streitigkeiten mit seinem ständig „schlecht gelaunten“ Vater und seiner „hysterischen“ Mutter. Darüber hinaus hatte er mit Depressionen zu kämpfen, was er später in seinen Drehbüchern für die Sopranos verarbeitete. In späteren Interviews relativierte Chase die Aussagen zu seiner Kindheit; diese sei trotz allem eine wunderbare Zeit gewesen.
1963 schloss er die High School ab und begann zunächst ein Studium an der Wake Forest University in Winston-Salem, North Carolina. Hier verschlimmerten sich seine Depressionen, und oft schlief er bis zu 18 Stunden am Tag. Nach zwei Jahren wechselte er an die New York University und plante eine Karriere im Filmgeschäft, was erneut zu Streit mit seinen Eltern führte.
Im Jahr 1968 heiratete er seine High-School-Liebe Denise Kelly und zog mit ihr nach Kalifornien, wo er an der Stanford University die School of Film besuchte. Dieses Studium schloss er 1971 mit einem Magister Artium ab.
Im Anschluss musste er zunächst bei der Produktion von Softporno-Filmen arbeiten, erhielt dann aber über seinen Stanford-Professor Janet Volcker einen ersten Kontakt zu den Universal Studios. Nach ersten Jobs für kleinere Fernsehproduktionen war er ab 1974 zunächst als Story Consultant und später als Drehbuchautor für die Horrorserie Kolchak: The Night Stalker tätig.
Von 1976 bis 1979 schrieb er als Hauptautor zahlreiche Episoden der Fernsehserie Detektiv Rockford – Anruf genügt, für die er dann auch als Produzent tätig war. 1988 schrieb er die Drehbücher für die Fernsehserie Almost Grown mit Eve Gordon und Timothy Daly, die aber trotz guter Kritiken floppte und nach nur einer Staffel eingestellt wurde. 1994 produzierte er die letzten beiden Staffeln der Fernsehserie Ausgerechnet Alaska.
Bekannt wurde er ab 1999 mit der von ihm erdachten, mehrfach preisgekrönten HBO-Fernsehserie Die Sopranos, die von einer fiktiven Mafia-Familie in New Jersey handelt. Die Serie gilt als Meilenstein der Fernsehgeschichte und ist mittlerweile in die amerikanische Popkultur eingegangen.
In den Drehbüchern zur Serie verarbeitete Chase immer wieder autobiographische Elemente wie Personen, Ortschaften, Schulen oder Universitäten. So basierte die von Nancy Marchand gespielte Rolle der nervtötenden Mutter Tony Sopranos zu großen Teilen auf seiner eigenen Mutter, zu der Chase ebenfalls eine schwierige Beziehung hatte. Chase übernahm in der ersten und letzten Folge der Serie auch die Regie. Gelegentlich hatte er auch Cameos. Seine aus der Ehe mit Denise Kelly hervorgegangene Tochter Michele DeCesare übernahm in der Serie die Rolle der Hunter Scangarelo.
Nach dem Ende der Sopranos legte Chase eine mehrjährige Schaffenspause ein und gab dann im Jahr 2012 mit dem Drama Not Fade Away sein Debüt als Regisseur eines Kinofilms. Hier arbeitete er erneut mit seinem Sopranos-Star James Gandolfini zusammen. Im März 2018 gab Chase bekannt, dass er in Zusammenarbeit mit Lawrence Konner an einem Drehbuch für The Many Saints of Newark arbeite, welcher die Vorgeschichte zur Serie erzähle und in den 1960er-Jahren angesiedelt sei. Die Hauptrolle des Tony Soprano übernahm James Gandolfinis Sohn Michael Gandolfini. Der Film lief am 1. Oktober 2021 in den US-amerikanischen Kinos an.

## Filmografie (Auswahl)
- 1974–1975: Kolchak: The Night Stalker (Fernsehserie, 20 Episoden – Story Consultant, später Drehbuchautor)
- 1975–1976 Die Zwei mit dem Dreh (Switch, Fernsehserie, 24 Episoden – Story Consultant)
- 1976–1979: Detektiv Rockford – Anruf genügt (The Rockford Files, Fernsehserie, 67 Episoden – Produzent, 21 Episoden Drehbuchautor)
- 1980: Off the Minnesota Strip (Fernsehfilm – Drehbuchautor)
- 1982: Moonlight (Fernsehfilm – Drehbuchautor)
- 1988–1989: Almost Grown (Fernsehserie, 13 Episoden – Executive Producer, 13 Episoden – Drehbuchautor)
- 1991–1992: I’ll Fly Away (Fernsehserie, 24 Episoden – Executive Producer, 4 Episoden – Drehbuchautor)
- 1993–1995: Ausgerechnet Alaska (Northern Exposure, Fernsehserie, 47 Episoden – Produzent, 4 Episoden – Drehbuchautor)
- 1996: Rockford: Russisches Roulette (Fernsehfilm – Drehbuchautor)
- 1999–2007: Die Sopranos (The Sopranos, Fernsehserie, 86 Episoden – Executive Producer, 30 Episoden Drehbuch, 2 Episoden Regie)
- 2012: Not Fade Away (Kinofilm – Regie, Drehbuch, Produktion)
- 2021: The Many Saints of Newark (Drehbuch, Produktion)

## Auszeichnungen
- 1979: Emmy Award Nominiert, Herausragende Fernsehserie in der Kategorie Drama (Detektiv Rockford – Anruf genügt)
- 1980: Golden Globe Award Nominiert, Beste Fernsehserie in der Kategorie Drama (Detektiv Rockford – Anruf genügt)
- 1980: Emmy Award Nominiert, Herausragende Fernsehserie in der Kategorie Drama (Detektiv Rockford – Anruf genügt)
- 1980: Emmy Award Gewonnen, Herausragendes Drehbuch in (Off the Minnesota Strip)
- 1992: Golden Globe Award Nominiert, Beste Fernsehserie in der Kategorie Drama (I’ll Fly Away)
- 1992: Emmy Award Nominiert, Herausragende Fernsehserie in der Kategorie Drama (I’ll Fly Away)
- 1992: Emmy Award Nominiert, Herausragendes Drehbuch für eine Fernsehserie in der Kategorie Drama (I’ll Fly Away)
- 1993: Golden Globe Award Nominiert, Beste Fernsehserie in der Kategorie Drama (I’ll Fly Away)
- 1993: Emmy Award Nominiert, Herausragende Fernsehserie in der Kategorie Drama (I’ll Fly Away)
- 1994: Emmy Award Nominiert, Herausragende Fernsehserie in der Kategorie Drama (Ausgerechnet Alaska)
- 1999: Golden Globe Award Gewonnen, Beste Fernsehserie in der Kategorie Drama (Die Sopranos)
- 1999: Emmy Award Nominiert, Herausragende Fernsehserie in der Kategorie Drama (Die Sopranos)
- 1999: Emmy Award Gewonnen, Herausragendes Drehbuch für eine Fernsehserie in der Kategorie Drama (Die Sopranos – Episode „Reise in die Vergangenheit“)
- 1999: Emmy Award Nominiert, Herausragendes Drehbuch für eine Fernsehserie in der Kategorie Drama (Die Sopranos – Episode „Tony in der Krise“)
- 1999: Emmy Award Nominiert, Herausragende Regie für eine Fernsehserie in der Kategorie Drama (Die Sopranos – Episode „Die Sopranos“)
- 2000: Emmy Award Nominiert, Herausragende Fernsehserie in der Kategorie Drama (Die Sopranos)
- 2001: Golden Globe Award Nominiert, Beste Fernsehserie in der Kategorie Drama (Die Sopranos)
- 2001: Emmy Award Nominiert, Herausragendes Drehbuch für eine Fernsehserie in der Kategorie Drama (Die Sopranos – Episode „Ein Freund muss gehen“)
- 2001: Emmy Award Nominiert, Herausragende Fernsehserie in der Kategorie Drama (Die Sopranos)
- 2001: Emmy Award Nominiert, Herausragendes Drehbuch für eine Fernsehserie in der Kategorie Drama (Die Sopranos – Episode „Zwischen Glück und Gloria“)
- 2002: Golden Globe Award Nominiert, Beste Fernsehserie in der Kategorie Drama (Die Sopranos)
- 2003: Emmy Award Nominiert, Herausragende Fernsehserie in der Kategorie Drama (Die Sopranos)
- 2003: Emmy Award Gewonnen, Herausragendes Drehbuch für eine Fernsehserie in der Kategorie Drama (Die Sopranos – Episode „Whitecaps“)
- 2004: Golden Globe Award Nominiert, Beste Fernsehserie in der Kategorie Drama (Die Sopranos)
- 2004: Emmy Award Gewonnen, Herausragende Fernsehserie in der Kategorie Drama (Die Sopranos)
- 2006: Emmy Award Nominiert, Herausragende Fernsehserie in der Kategorie Drama (Die Sopranos)
- 2007: Emmy Award Gewonnen, Herausragende Fernsehserie in der Kategorie Drama (Die Sopranos)
- 2007: Emmy Award Nominiert, Herausragendes Drehbuch für eine Fernsehserie in der Kategorie Drama (Die Sopranos – Episode „Kennedy und Heidi“)
- 2007: Emmy Award Gewonnen, Herausragendes Drehbuch für eine Fernsehserie in der Kategorie Drama (Die Sopranos – Episode „Die Sopranos schlagen zurück“)